# Теодорих II
Теодорих II (убит в 466) — король вестготов в 453—466 годах из династии Балтов. Сын Теодориха I, внук Алариха I.
Овладел престолом после насильственной смерти брата Торисмунда. Другому брату Фридериху, участвовавшему в заговоре, Теодорих должен был уступить звание главнокомандующего готскими войсками.

## Биография

### Теодорих II как личность
Сидоний Аполлинарий, современник Теодориха, так описывает этого вестготского короля и царившие при нём обычаи: 

«Итак, Теодорих II был силен телом, а ростом он был немного выше среднего. Волосы спадали ему на уши, как это было принято у вестготов. Кожа короля была белой, как молоко, он легко краснел, но не от гнева, а от застенчивости. Он был широк в бедрах, а руки его обладали большой силой. После пробуждения на рассвете его ожидали арианские священники, с которыми он отправлялся на богослужение. Впрочем, придворные рассказывали, что Теодорих так проводил начало дня скорее из привычки, чем из ревности к вере. Вслед за этим он занимался государственными делами. При этом он сидел на стуле, а рядом с ним стоял его оруженосец. Толпа одетых в шкуры — видимо, его свита — должна была оставаться в передней комнате, чтобы не мешать своим шумом королевским занятиям и всё же быть постоянно под рукой. Теодорих принимал послов; при этом он внимательно слушал, но сам говорил мало. Во втором часу дня, то есть примерно через два часа после восхода солнца, король поднимался со своего места и шёл осматривать конюшню и казну».
Было бы ошибочным на основании последнего действия делать выводы об особенной жадности Теодориха. Королевская сокровищница была чем-то большим, чем учреждением для удовлетворения сиюмоментных финансовых потребностей государства. В раннее Средневековье королевская казна считалась непременным атрибутом власти. Как раз в вестготских источниках она часто упоминается в тесной связи с правителем и племенем. Она была важной составляющей королевского достоинства. Вестготская сокровищница была необычайно богатой. В ней хранилась добыча, вывезенная в 410 году Аларихом I из Рима, в том числе, по крайней мере, какая-то часть сокровищ из иудейского Храма, доставленных из Иерусалима в Рим императором Титом. Арабы, в руки которых эта сокровищница попала в 711 — 712 годах, составили подробное, хотя и преувеличенное описание находившихся в ней предметов, среди которых особую роль играет сделанный из золота «стол царя Соломона».

«После занятий государственными делами Теодорих часто отправлялся на охоту. При этом сопровождавшие выгоняли на него зверя, в которого он стрелял из лука».
Так же, как и осмотр сокровищницы, охота была не столько удовольствием, сколько актом демонстрации королевской власти. Король получал возможность публично показать свою ловкость в обращении с оружием и тем самым свою готовность к войне.

«После возвращения устраивался обед. Все блюда были хорошо приготовлены. Серебряная столовая посуда не была особенно дорогой. Во время еды велись по большей части серьёзные разговоры. Только в конце недели Теодорих II обедал в одиночестве. После завершения трапезы король не шёл спать (а послеобеденный сон уже тогда вошёл в привычку в Южной Галлии), но приказывал принести ему игральные кости. Если ему удавался хороший бросок, он молчал, а при плохом — смеялся. Даже в игре он боялся внушить чувство страха своему окружению. Игра в кости приводила Теодориха в столь хорошее расположение, что можно было обращаться к нему с просьбой, определённо рассчитывая на её удовлетворение. К девяти часам он вновь занимался государственными делами, удерживавшими его до ужина. Во время трапезы часто выступали весельчаки, которые, впрочем, не осмеливались шутить по поводу расходов присутствующих. После ужина ворота дворца запирались, и перед ними выставлялась вооружённая охрана».
В своей государственной деятельности король пользовался советами знати. Сидоний Аполлинарий называет круг людей, к которым прислушивался монарх, сенатом и поэтому подчеркивает преклонный возраст советников. Советники являлись во дворец с первыми лучами солнца. В правление Теодориха II, как и в правление его предшественников, наблюдается дружественное сосуществование ортодоксов-никейцев и ариан. Но, хотя Теодорих II и занимал в религиозных вопросах достаточно отстранённую позицию, тем не менее, уже он поддерживал арианского миссионера Аякса у свевов.

### Дружба с Римом
Так как устранение Торисмунда и воцарение Теодориха было делом римской партии в Тулузском королевстве, то король, естественно, проводил проримскую политику и восстановил федеративные отношения. Если тем самым новый король признал теоретическое верховенство Римской империи, то вместе с тем возрос и политический вес Вестготского государства. Теодорих хотел стать основной опорой Рима. Уже в 454 году вестготское войско под предводительством его брата Фредериха, выполняя поручение имперского правительства, двинулось в Испанию, чтобы подавить восстание багаудов в Тарраконской Испании. Багауды потерпели жестокое поражение.
Смерть Аэция (21 сентября 454 года), убийство Валентиниана III (16 марта 455 года) и война империи с Гейзерихом произвели в Галлии глубокое волнение. На личном свидании с Теодорихом префект Галлии Авит, который познакомил вестготского короля во времена его юности с римской культурой (он обучал его римскому праву и латинской литературе), уговорил короля признать императором Петрония Максима и верно служить ему. Узнав об убийстве Петрония Максима 12 июня 455 год и о взятии Рима Гейзерихом, готские вожди в Арле провозгласили императором самого Авита (10 июля 455 года). В сопровождении вестготских войск Авит 9 июля 456 года прибыл в Италию. Выдвигая Авита, Теодорих II, если верить Сидонию Аполлинарию, заявил, что он, Теодорих, будет другом Рима, если Авит будет вождём, и воином, если тот будет государем.

### Война со свевами

#### Рехиар даёт повод к нападению вестготов
Впрочем, большая часть войска вестготов во главе с Теодорихом II двинулась в Северную Испанию, чтобы отразить нападения свевов, разграблявших римские земли. Дело в том, что свевский король Рехиар, опираясь на своё родство с Теодорихом (он был женат на сестре вестготского короля) решил, воспользовавшись затруднениями римлян, захватить чуть ли не всю Испанию. Однако вследствие свевско-римских трений отношения между Рехиаром и его шурином значительно ухудшились. Возможно, именно под давлением вестготов свевы были вынуждены вернуть римлянам Карфагенскую Испанию. Многочисленные римские посольства, жаловавшиеся Рехиару на вторжения свевов на римскую территорию, не находили никакого отклика, хотя за их спиной стояла мощная Вестготская держава. Как сообщают, Рехиар заносчиво ответил посланцам Теодориха II, что в дальнейших жалобах он, Рехиар, увидит лишь повод самому явиться в Тулузу. Тогда Теодорих увидит, как он защищает свои права.

#### Сражение при Кампус Парамус
Теодорих II, заручившись, на сей раз, согласием императора Авита и заключив с королями бургундов Гундиохом и Хильпериком союз, в котором основную силу составляли вестготы (просп. тирон 457), выступил в поход, чтобы наказать высокомерного соседа. Король свевов Рехиар поспешил с войском, чтобы встретить его в двенадцати милях от города Асторга, на реке Орбиго, между Асторгой и Леоном. В битве при Кампус Парамус, произошедшей 5 октября 456 года, Рехиар потерпел сокрушительное поражение. Король свевов был ранен и бежал в Порту, где сел на корабль, но, отброшенный назад бурей, попал в руки вестготов. В декабре 456 года он был казнён.

#### Полный разгром свевского государства
Таким образом, во времена Теодориха II готы предприняли жесткую военную акцию против свевов. Теодорих, вместе с бургундами, завоевал свевскую столицу Брагу (Бракору). Те, кто выжили после первой битвы, сдались — часть из них была, тем не менее, казнена. Королевство свевов было почти уничтожено и фактически перестало существовать. Теодорих II назначил наместником захваченных земель Агривульфа из рода Варнов, который затем, хотя и не принадлежал к знати и, вероятно, был даже королевским рабом или вольноотпущенником, провозгласил себя королём свевов. Иордан называет его клиентом короля и упрекает: «Ни к свободе не прилежал, ни верности патрону не соблюдал». Практически одновременно о своих притязаниях на престол заявил свев Мальдра. Хотя Агривульф был побеждён и казнён вестготами (июнь 457 года), волнения не прекращались. На сцене появлялись все новые и новые претенденты. Наряду с Мальдрой известны также Фрамтан, Фрумар и Рехимунд.

### Смена курса в отношениях с Римом

#### Свержение дружественного готам императора Авита
Отсутствие Теодориха сыграло роковую роль в судьбе его ставленника Авита: император пал жертвой интриги римского патриция Рицимера (456 год), который по материнской линии был племянником короля вестготов Валии. Сообщение о смерти Авита в начале 457 года застало вестготского короля в Лузитании, где он пытался разграбить город Эмериту (совр. Мерида). Предание говорит, что Теодорих снял осаду города, так как был напуган знамениями святого мученика Евлалия. Но, видимо, он больше беспокоился о надёжности своего положения в Галлии. Он быстро отступил со всей армией и вернулся в Галлию, предоставив своим полководцам продолжать очень жесткую испанскую войну против свевов.
Убийство Авита привело к фундаментальным изменениям в вестгото-римских отношениях. Если сначала Теодорих II, по-видимому, пытался продолжать политику Атаульфа и поддерживать Римскую империю военной мощью вестготов, для чего были созданы самые благоприятные предпосылки, так как Теодорих и Авит были друзьями, то теперь король вестготов отвернулся от Рима, помогать которому и далее было, очевидно, бессмысленно. Теперь речь могла идти лишь о том, чтобы извлечь как можно больше выгод из сложившегося положения. В этом стремлении он нашёл поддержку у галльской аристократии, которая после убийства Авита ощутила, что её лишили возможности принимать участие в политическом руководстве империей. Чувства галльской аристократии иногда принимали даже ярко выраженные сепаратистские черты. В последние годы правления, между 462 и 466 годами, Сидоний Аполлинарий называл Теодориха II «превзошедшим своего могущественного отца, славой готов, столпом и спасением римской нации».

#### Готская война (457—458 годы)
Летом 457 года и весной 458 года отряды Теодориха II безуспешно осаждали Нарбон. Возможно, к концу 459 года город пал, но впоследствии римская власть в нём была восстановлена, так как к 461 году снова (ненадолго) он находился под властью Рима. К концу 459 года готская угроза нависла уже над Арелатом (современный Арль).
Император Майориан, наследовавший Авиту, зимой 458/459 года прибыл в Галлию и энергично вмешался в местные дела. Это был последний властелин Римской империи, предпринимавший энергичные попытки восстановления былого могущества. Ставший военачальником и патрицием Эгидий, преемник Флавия Аэция, присоединился к своему другу Майориану. Эгидий опирался, в основном, на салических франков под предводительством Хильдерика I. С огнём и мечом Эгидий двинулся вниз по Роне, подчинил в 458 году своей власти Лугдун (ныне Лион) и в следующем году был осаждён вестготами в Арле. Однако у этого города готы были разбиты полководцами Майориана Эгидием и Непоцианом. Майориан направил к готам послов, и Теодорих II заключил с Римом союз, выгодный обеим державам и возобновивший федеративные отношения.

### События в Испании

#### Захват вестготами Бетики
Ещё в 458 году Теодорих II послал в Бетику армию под командованием некоего Сириллы. Не встретив сопротивления, вестготы расположили в Бетике свой гарнизон. Но вряд ли они могли оставить большую часть своего войска на таком большом расстоянии от Тулузы: трудно поверить, чтобы их гарнизон насчитывал тысячи солдат, скорее, речь шла о нескольких сотнях воинов. Однако, это стало началом нового периода в истории Испании. Идаций говорит об этом событии без комментариев, как бы, между прочим, потому что он не мог предвидеть его последствий. А между тем, насколько известно, готы так никогда и не ушли из этой южной провинции.
Начиная с этого момента и вплоть до появления мавров в 711 году (то есть только через два с половиной столетия), вестготы владели Бетикой, самой южной провинцией полуострова. И это при том, что она находилась дальше всех от Тулузы и, по известным сведениям, из всех провинций в Бетике осело меньше всего готов.

#### Вестготы и римляне действуют заодно
Между тем император Майориан решил предпринять поход через Испанию в Африку против вандалов. Заодно было задумано уничтожить и остатки свевского государства в Испании, видимо, находившегося в союзе с вандалами. В этой войне, согласно заключённому союзу, римляне действовали заодно с вестготами. Скорее всего, готы сами предложили императору помощь, едва узнав, что воевать предстоит со свевами, и порешили уничтожить объединёнными силами своего соперника в Испании, при этом выказав все знаки верности Риму: собственно, на подобных ходах обычно и строилась политика Теодориха II, романофила и друга империи, никогда, однако, не забывавшего при этом интересов своего народа.

#### Война со свевами
Римский магистр Непоциан высадился в Новом Карфагене, пересек всю Испанию с востока на северо-запад и начал завоевание Галисии. К тому времени готский военачальник Сирилла был смещён и отозван в Галлию. На его место король назначил Суниэриха, который немедленно объединился с Непоцианом. Из рассказа Идация известно также, что некие Оспиний и Асканий, римляне из местных, в 459 году поставляли сведения о свевах армии Суниэриха и Непоциана.
Под Луго, вторым по значению городом Галисии, Непоциан и Суниерих одержали победу над свевами. Незадолго до этого (по словам Идация, «в пасхальную неделю») в той же Луго свевы перебили местных жителей вместе с императорским наместником Галисии (таковой в 460 году ещё имелся), а затем двинулись на юг через Бракару к Скаллабису (ныне Сантарен), расположенному чуть севернее нынешнего Лиссабона, и взяли этот город. Майориан в это время находился в Цезарее Августе (ныне Сарагоса), а после направился к Новому Карфагену, куда прибыл к маю 460 года.

#### Смерть Майориана
Однако вандальский король Гейзерих, который ещё в 457 году пытался примирить свевов и готов, чтобы сформировать тройственный союз против империи, защищался весьма успешно. Под Новым Карфагеном Майориан потерял флот, и там удача покинула его. В августе 461 года он был убит Рицимером.
Могущество вестготского короля в Испании достигло такого уровня, что в 461 году Теодорих II отозвал с должности ни много, ни мало самого магистра армии Непоциана и поставил на его место римлянина по имени Арборий. То есть высшая римская командная должность в Испании продолжала существовать и её продолжал занимать римлянин, однако этот римский командир получил назначение и получал инструкции не от римского правительства, а от готского короля Тулузы. Хотя, возможно, после смерти Майориана военачальник Непоциан перестал подчиняться новому императору Либию Северу, и Теодорих II был вынужден применить силу для восстановления порядка.

#### Испанские события в изложении Исидора Севильского
Примерно таким образом развивались события в Испании. Как мы видим, личное участие Майориана в них было минимальным. Так что даже Исидор Севильский, родом испанец, в своей «Истории готов» не счёл нужным упомянуть об императоре — он просто сделал краткую заметку:

«Через короткое время Теодорих послал часть своего войска под командованием Кеурила в провинцию Бетика, а другую часть под командой Сумериха и Непотиана в Галисию, где они разграбили и опустошили земли свевов у Луго».
 (Сирилла у него, как мы видим, стал Кеурилом, а Суниэрих Сумерихом, да и в само изложение введена небольшая путаница). При этом, громя свевов, вестготы неоднократно предлагали им переговоры: так например, в 460 году Теодорих II направил к свевскому королю сразу два посольства, а через год ещё два. Непоциан и Суниэрих также выступали в Галисии как послы императора. Идаций ничего не говорит о том, с какой целью направлялись эти бесчисленные посольства. Несомненно, молчание Идация объясняется тем, что у него было недостаточно информации: он просто не знал, для чего приезжали послы.

#### Мир со свевами
В 462 году несколько послов, отправленных Ремисмундом, сыном короля свевов Мальдры, прибыли к Теодориху, прося мира и дружбы. В ответ Теодорих отправил Ремисмунду оружие, подарки и женщину в жены. В качестве посла к Ремисмунду Теодорих назначил Саллу. Для укрепления политической связи свевов с готами Теодорих прислал к ним арианского миссионера Аякса.

### Теодорих II и Эгидий
Смерть Майориана развязала руки Теодориха. На этот раз Теодорих сумел использовать ситуацию. Так как новый император, ставленник Рицимера Либий Север, не был признан римским полководцем в Северной Галлии Эгидием, он обратился к Теодориху. Король вестготов в 462 году под предлогом оказания помощи Либию Северу завладел городом Нарбон, который он столь давно хотел присоединить к своим владениям. Комит и гражданин Агриппина, соперник Римского комита Эгидия, сдал Нарбонну Теодориху, чтобы получить поддержку готов. Эгидий отступил за Луару, преследуемый братом Теодориха Фридерихом, но при Орлеане повернул назад и в сражении разгромил готов; на поле битвы пал и Фридерих (463 год). Усилившись отрядами салических франков Хильдерика I и аланов, Эгидий отбросил готов за Луару. В тот момент Эгидий являлся опаснейшим противником вестготов. Он вступил в переговоры с королём вандалов (Идаций 224) — вероятно, планируя одновременное нападение на Италию и на королевство вестготов. Смерть Эгидия от чумы осенью 464 года избавила Теодориха от этой угрозы. Вестготы не замедлили перейти в наступление и захватили земли в среднем течении Луары.

### Убийство Теодориха II
В конце 466 года в Тулузе Теодорих II был убит. Сарагосская хроника утверждает, что он был зарезан своими людьми. Убийство, видимо, произошло по приказу его младшего брата Эйриха. Идаций и Исидор Севильский прямо обвиняют Эйриха в организации убийства брата, то же самое утверждается в хронике Мария Аваншского и других. По словам Иордана, Теодорих II умер своей смертью, но ему с жадной поспешностью наследовал его брат Эйрих, что и вызвало прискорбное подозрение. Указание Иордана на жадную поспешность можно принимать как отказ от прежних формальностей при взятии власти. Убийство Теодориха завершило начальный этап вестготской экспансии.
Теодорих II правил 13 лет.